# Notophthiracarus araios
Notophthiracarus araios är en kvalsterart som först beskrevs av Wojciech Niedbała 200.  Notophthiracarus araios ingår i släktet Notophthiracarus och familjen Phthiracaridae. Inga underarter finns listade i Catalogue of Life.